# Escàner d’ones mil·limètriques
Un escàner d’ones mil·limètriques és un dispositiu utilitzat per a la detecció d'objectes ocults sota de roba d'una persona mitjançant un tipus de radiació electromagnètica en el rang de longitud d'ona milimètrrica. Típic utilitza per a això la tecnologia inclouen la detecció d'elements en la prevenció de pèrdues comercials, contraban i projecció en punts de control de seguretat de edificis del govern i aeroports.
És una de les tecnologies habituals d'escàner de cos sencer que s'utilitza per a obtenir una imatge corporal; competeix amb la tecnologia de retrodifusió de raigs X. Els escàners d'ones mil·limètriques es fabriquen en dues variants: modus actiu i passiu. Els escàners actius dirigeixen l'energia de l'ona mil·limètrica cap al subjecte i després interpreten l'energia reflectida. Els sistemes passius creen imatges utilitzant només la radiació ambiental i la radiació emesa pel cos humà o els objectes.

## Ones mil·limètriques

Es troben a l'extrem de la banda infraroja, just abans de l’inici de la banda de microones.

La longitud d'ona mil·limètrica o EHF (de l'anglès extremely high frequency) és la banda de freqüències més alta de la gamma de les radiofreqüències. Comprèn les freqüències de 30 a 300 gigahertz. Aquesta banda té una longitud d'ona d'un a deu mil·límetres, per la qual cosa també se li dona el nom de banda o ona mil·limètrica.
Les ones mil·limètriques viatja en una línia de visió i no és ionitzant són fortament absorbides pels gasos de l’atmosfera i l’aire i queden atenuades fins a zero en pocs metres, de manera que no es poden utilitzar per a la comunicació per ràdio terrestre. Poden penetrar en capes fines de materials, però són bloquejades pels objectes més gruixuts. Quan són transmeses a través de diferents materials es poden utilitzar per a la identificació dels mateixos, en la inspecció de capes i com a alternativa als raigs X per produir imatges d'alta resolució de l'interior d'objectes sòlids.

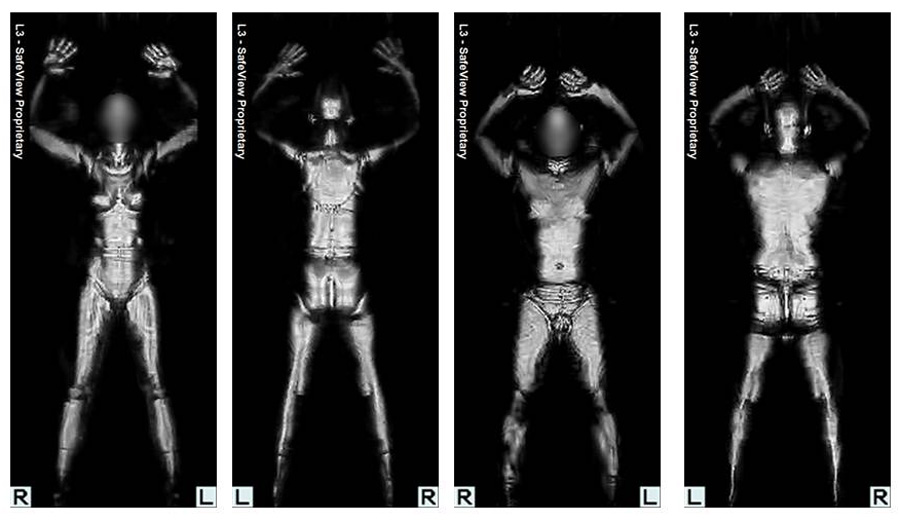
Imatges d’un escàner corporal d’ones mil·limètriques.

Ocupen un rang mitjà entre les microones i les ones de llum infraroja. La tecnologia per a la seva generació i manipulació es troba en els seus inicis. La generació i modulació d'ones electromagnètiques en aquest rang de freqüències no és possible amb els dispositius electrònics convencionals que s'utilitzen per generar microones, i requereixen el desenvolupament de nous dispositius i tècniques.
Les ones mil·limètriques es troben entre la radiació infraroja i la radiació de microones de l'espectre electromagnètic i comparteixen algunes propietats amb totes dues. Igual que les microones de freqüència més baixa poden penetrar en una gran varietat de materials no conductors: roba, paper, cartró, fusta, maçoneria, plàstic i ceràmica. La profunditat de penetració sol ser inferior a la de la radiació de microones. Com els infrarojos, tenen una penetració limitada a través de la boira i els núvols i no pot penetrar dins l'aigua líquida ni el metall. Poden penetrar una certa distància a través del teixit corporal com els raigs X, però a diferència d'aquests no són ionitzants, de manera que són d'un gran interès com a substitut dels raigs X mèdics. A causa de la seva longitud d’ona més gran, les imatges realitzades amb ones mil·limètriques tenen una resolució inferior a la dels raigs X i cal millorar-les.

## Detalls tècnics

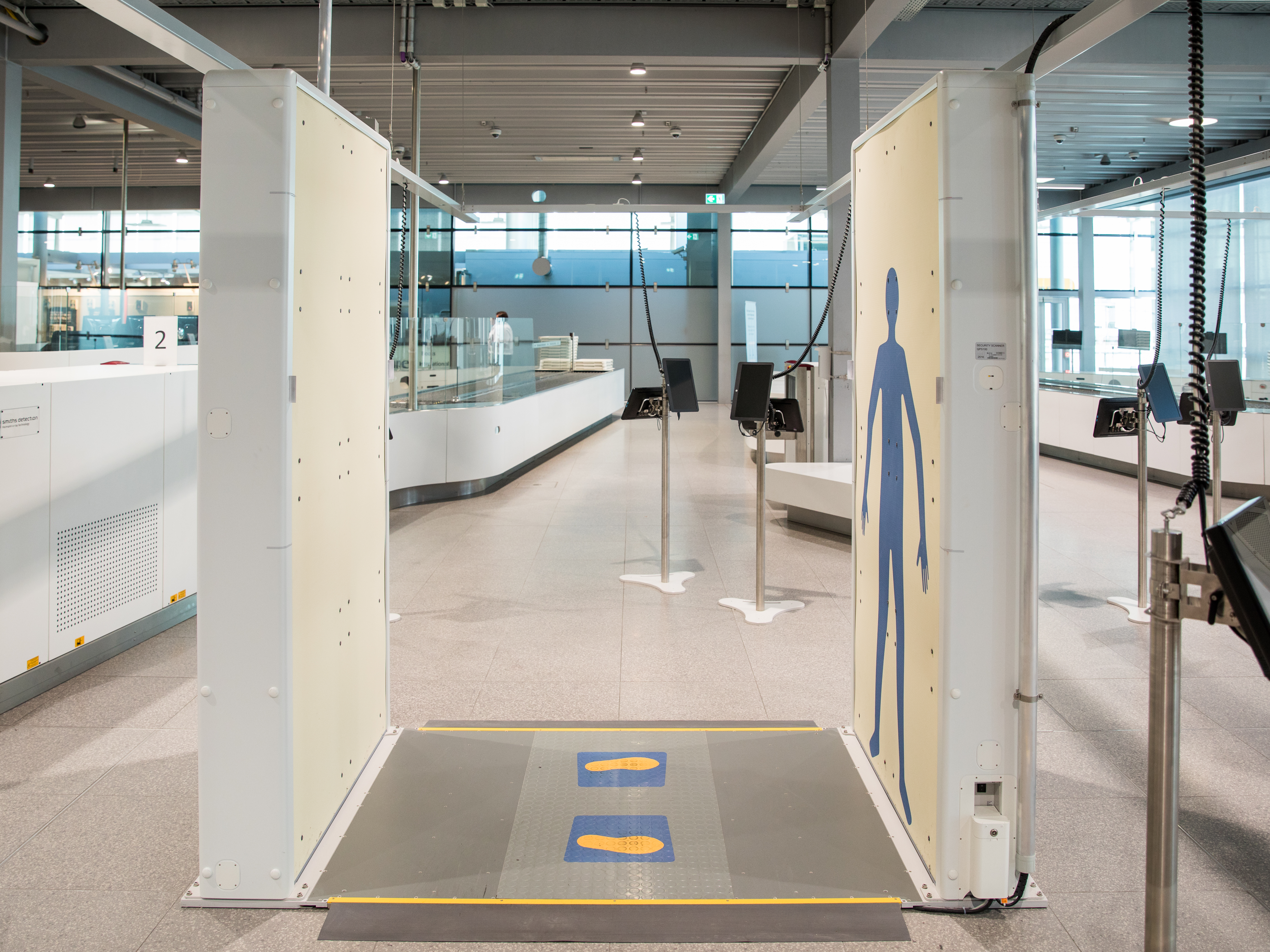
Un escàner d’ones mil·limètriques a l’ aeroport de Colònia-Bonn

En els escàners actius, l’ona mil·limètrica es transmet des de dues antenes simultàniament a mesura que giren al voltant del cos. L'energia de les ones reflectida des del cos o altres objectes del cos s'utilitza per construir una imatge tridimensional, que es mostra en un monitor remot per analitzar-la.

### Eficàcia
S'ha posat en dubte l'eficàcia dels escàners d'ona mil·limètrica en la detecció d'objectes perillosos. Els estudis formals van demostrar la incapacitat relativa d’aquests escàners per detectar objectes (perillosos o no) sobre la persona que s'està escanejant. A més a més, alguns estudis van suggerir que les relacions cost-prestacions d'aquests escàners són pobres. El gener de 2011, no hi havia cap denúncia de captura terrorista com a conseqüència d'un escàner corporal. En una sèrie de proves repetides, els escàners no van poder detectar una arma de mà amagada a la roba interior d’un agent encobert, però es va considerar que els agents encarregats de controlar els escàners corporals no reconeixien l’arma oculta.
Els escàners d’ones mil·limètriques també tenen problemes per llegir a través de la suor, a més de produir falsos positius a partir de botons i plecs de la roba. Alguns països, com Alemanya, han informat d’una taxa de falsos positius del 54%.

## Problemes de privadesa
Històricament, els defensors de la privadesa estaven preocupats per l’ús de la tecnologia d’escaneig de tot el cos perquè solia mostrar una imatge detallada de la superfície de la pell sota la roba, pròtesis incloses pròtesis mamàries i altres equips mèdics normalment amagats, com ara bosses de colostomia. Aquests defensors de la privadesa van anomenar les imatges "cerques de tires virtuals". No obstant això, el 2013 el Congrés dels Estats Units va prohibir la visualització d'imatges detallades i va exigir la visualització de metall i altres objectes en un contorn genèric del cos en lloc de la pell real de la persona. Aquests esquemes genèrics del cos es poden fer mitjançant el programari de reconeixement automàtic de destinacions (ATR). A partir de l’1 de juny de 2013, tots els escàners de tot el cos que s'utilitzaven als aeroports dels Estats Units havien utilitzat ATR.
La tecnologia d'imatges de programari també pot emmascarar parts específiques del cos. Els remeis proposats per a problemes de privadesa inclouen escanejar només les persones que es detecten independentment que porten contraban o desenvolupar tecnologia per emmascarar els genitals i altres parts privades. En algunes ubicacions, els viatgers poden escollir entre explorar el cos o fer un “ patdown ”. A Austràlia, les exploracions són obligatòries però al Regne Unit els passatgers poden optar per no ser escanejats. En aquest cas, cal examinar la persona mitjançant un mètode alternatiu que inclogui almenys una cerca manual millorada en privat, tal com s'estableix al lloc web del govern del Regne Unit.
Als Estats Units, l’ Administració de seguretat del transport (TSA) va afirmar haver pres mesures per fer front a les objeccions a la privadesa. TSA va afirmar que les imatges capturades per les màquines no estaven emmagatzemades. D’altra banda, el Servei de Mariscals dels Estats Units va admetre que havia guardat milers d'imatges capturades des d’un control de Florida. L’agent assegut a la màquina no veu la imatge; més aviat, aquesta pantalla només mostra si l'agent de visió ha confirmat que el passatger s'ha esborrat. Per contra, l'agent que visualitza la imatge no veu la persona escanejada pel dispositiu. En algunes ubicacions, el programari actualitzat ha eliminat la necessitat d'un oficial separat en una ubicació remota. Aquestes unitats ara generen una imatge genèrica d'una persona, amb àrees específiques de sospita ressaltades pels quadres. Si la màquina no detecta elements sospitosos, apareix una pantalla verda que indica que el passatger està esborrat.
Queda preocupat per formes alternatives de capturar i difondre la imatge. A més, els passos de protecció sovint no atenen completament les qüestions de privadesa subjacents. Els subjectes poden oposar-se a que tothom els pugui veure en estat de despullament efectiu, fins i tot si no és l'agent al costat de la màquina o fins i tot si la imatge no es pot recuperar.
Segueixen apareixent informes d'imatges d’escàner de cos sencer que es guarden i difonen de manera incorrecta i potser il·legal.

## Possibles efectes sobre la salut
La radiació de longitud d'ona mil·limètrica és un subconjunt de l'espectre de radiofreqüència de microones. Fins i tot en el seu extrem d’alta energia, encara és més de 3 ordres de magnitud inferior en energia que el seu veí radiotòxic més proper (ultraviolat) de l’ espectre electromagnètic. Com a tal, la radiació d'ona mil·limètrica no és ionitzant i és incapaç de causar càncer per la ruptura d'un enllaç d'ADN radiolític. A causa de la poca profunditat de penetració d'ones mil·limètriques en el teixit (normalment menys d'1 mm), els efectes biològics aguts de la irradiació es localitzen en capes epidèrmiques i dèrmiques i es manifesten principalment com a efectes tèrmics. Fins ara no hi ha evidències clares d’efectes nocius que no siguin els causats per l'escalfament localitzat i els canvis químics posteriors (expressió de proteïnes de xoc tèrmic, desnaturalització, proteòlisi i resposta inflamatòria, vegeu també radiació i salut amb telèfons mòbils). La densitat d’energia necessària per produir lesions tèrmiques a la pell és molt superior a la que normalment es proporciona en un escàner d’ones mil·limètriques actives.
Les molècules fragmentades o mal plegades resultants d'una lesió tèrmica es poden administrar a les cèl·lules veïnes mitjançant la difusió i a la circulació sistèmica mitjançant la perfusió. L’augment de la permeabilitat de la pell sota irradiació augmenta aquesta possibilitat. Per tant, és plausible que els productes moleculars de lesions tèrmiques (i la seva distribució a zones allunyades del lloc d'irradiació) puguin causar lesions secundàries. Tingueu en compte que això no seria diferent dels efectes d'una lesió tèrmica soferta d'una manera més convencional. A causa de la creixent omnipresència de la radiació d'ona mil·limètrica (vegeu WiGig), la investigació dels seus efectes biològics potencials continua.
Independentment de lesions tèrmiques, un estudi del 2009 finançat per l’Institut Nacional de Salut, realitzat per la divisió teòrica dels Laboratoris Nacionals del Departament d’Energia dels Estats Units i el Centre d’Estudis No Lineals del Departament d’Energia dels Estats Units i el Centre d’Estudis No Lineals i la Facultat de Medicina de la Universitat Harvard, va trobar que la radiació de terahertz crea canvis en la dinàmica de respiració de l’ADN, creant interferència aparent amb la dinàmica local de separació de cadenes de l’ADN bicatenari i, en conseqüència, amb la funció d’ADN. El mateix article es va fer referència a l'article del MIT Technology Journal el 30 d'octubre de 2009.
Els escàners d’ones mil·limètriques no s'han de confondre amb els escàners de raigs X de retrodifusió, una tecnologia completament diferent que s'utilitza amb finalitats similars als aeroports. Els raigs X són radiacions ionitzants, més energètiques que les ones mil·limètriques per més de cinc ordres de magnitud, i generen preocupacions sobre el possible potencial mutagènic.

## Desplegament

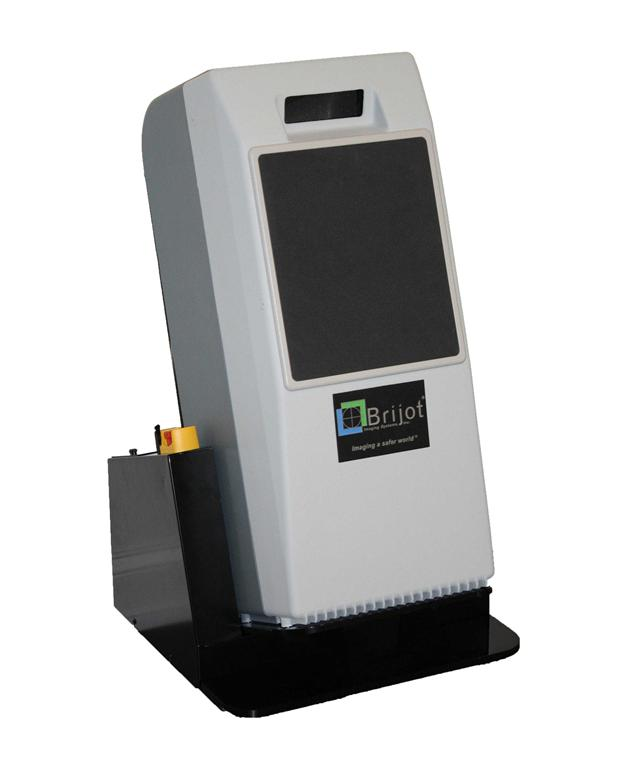
Unitat d'ones mil·limètriques passives

Tot i que la seguretat aeroportuària pot ser l’ús públic i més visible dels escàners corporals, les empreses han optat per desplegar un control passiu dels empleats per ajudar a reduir la reducció de l’ inventari dels centres de distribució clau.
L'Agència Fronterera del Regne Unit (l'antecessora de Visats i Immigració del Regne Unit) va iniciar l'ús de la tecnologia de detecció passiva per detectar mercaderies il·lícites.
A l'abril de 2009, l' Administració de seguretat del transport dels Estats Units va començar a desplegar escàners a aeroports, per exemple, Aquestes màquines s'han desplegat al sistema de trens PATH de Jersey City. També s'han desplegat a l'aeroport internacional de Los Angeles (LAX), a l'aeroport internacional de San Francisco (SFO) i altres aeroports del EUA
El 15 de maig de 2007 es van posar en funcionament tres escàners de seguretat amb ones mil·limètriques a l’aeroport de Schiphol, a Amsterdam, i s'espera que s'instal·lin més. El cap del passatger està emmascarat des del punt de vista del personal de seguretat.
Actualment també s'utilitzen escàners passius a l’aeroport de Fiumicino, Itàlia. A continuació, es desplegaran a l’aeroport de Malpensa.
El jutjat federal d’Orlando, Florida, utilitza dispositius de detecció passiva capaços de gravar i emmagatzemar imatges.

## Altres aplicacions
Els escàners es poden utilitzar per a la mesura física de la forma corporal en 3D per a aplicacions com ara el disseny de peces de vestir, el disseny de dispositius protètics, l'ergonomia, l'entreteniment i els jocs.